# Ur (Irán)
Ur (en persa: عور‎, también romanizado como 'Ūr; o llamado Ghūr) es una aldea en el distrito rural de Meshgin-e Gharbi, en el distrito central del condado de Meshgin Shahr, en la provincia de Ardebil, Irán.

## Demografía
Según un censo de 2006, su población era 506 habitantes, distribuidos entre 103 familias en aquel año.